# Grosrouvres
Ne doit pas être confondu avec Grosrouvre.
Grosrouvres est une commune française située dans le département de Meurthe-et-Moselle en région Grand Est.

## Géographie

### Localisation

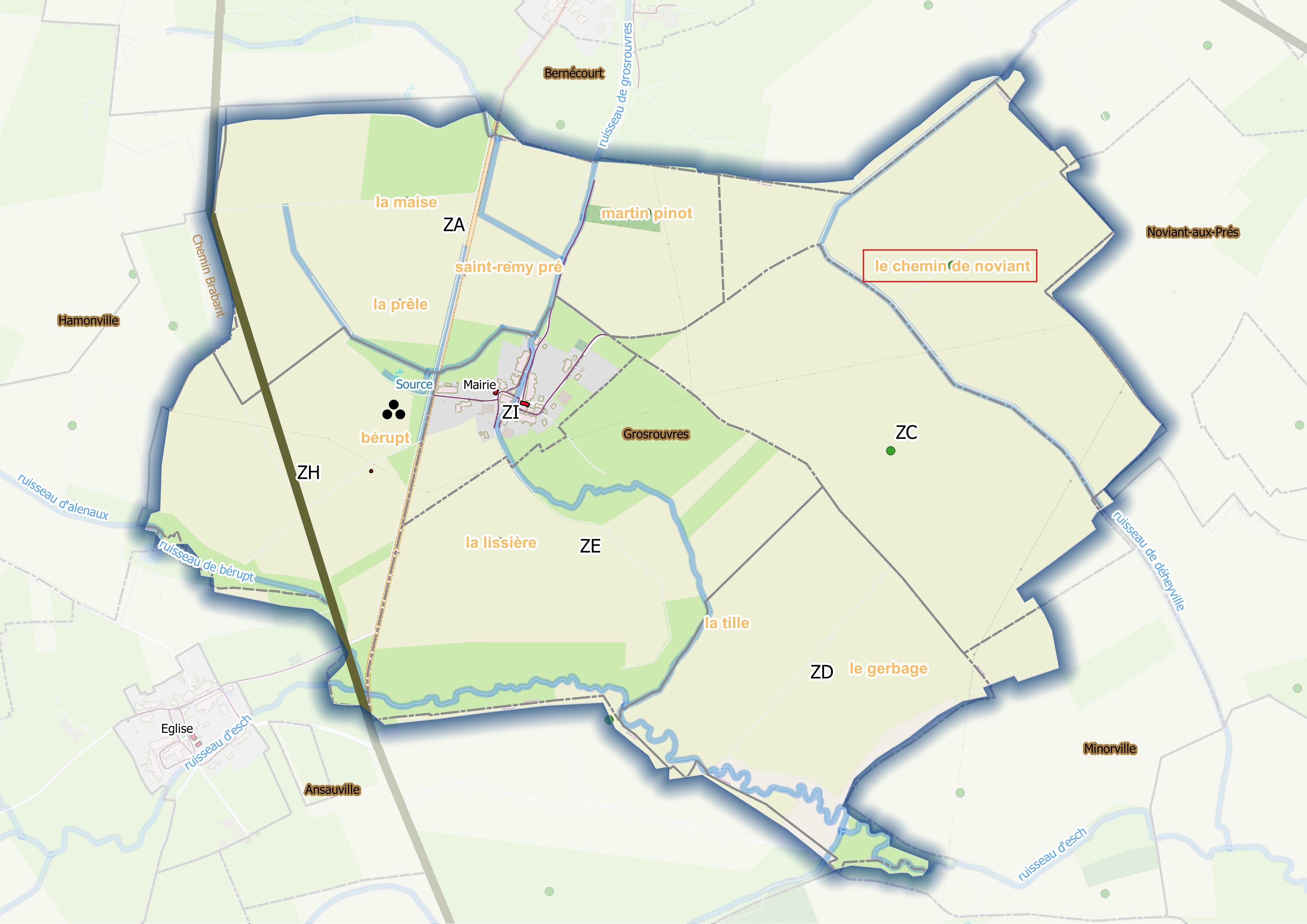
(Fig.1) Grosrouvre - (ban communal).

Village lorrain typique ayant conservé ses maisons début XIXe siècle, couvertes en tuiles romaines et construites de part et d'autre d'un ruisseau qui porte son nom. Le territoire est en effet arrosé par les cours d'eau suivants : le Ruisseau d'Esch(e) (2,568 km), le Ruisseau de Bérupt (0,814 km), le Ruisseau de Bernecourt, qui porte aussi le nom de Grosrouvre (fig. 1) (2,259 km) et le Ruisseau d'Eheyville (0,814 km).
D'après les données Corinne land Cover, le ban communal de 460 hectares, situé à 240 mètres d'altitude, comporte essentiellement des terres arables (72,3%) et des prairies (27,7%), en négligeant les surfaces habitées.

### Transports et voies de communications
La desserte se fait par la route départementale 904 (Toul - Pannes) qui est également évoquée dans les chroniques historiques comme le Chemin de la Reine ou Chemin Brabant.

### communes limitrophes
| Hamonville | Bernécourt | Noviant-aux-Prés |
| Hamonville | Grosrouvre |                  |
| Ansauville | Ansauville | Minorville       |

### Hydrographie

#### Réseau hydrographique
La commune est dans le bassin versant du Rhin au sein du bassin Rhin-Meuse. Elle est drainée par le ruisseau de Bernecourt, le ruisseau de Berupt, le ruisseau d'Eheyville et le ruisseau d'Esche,.

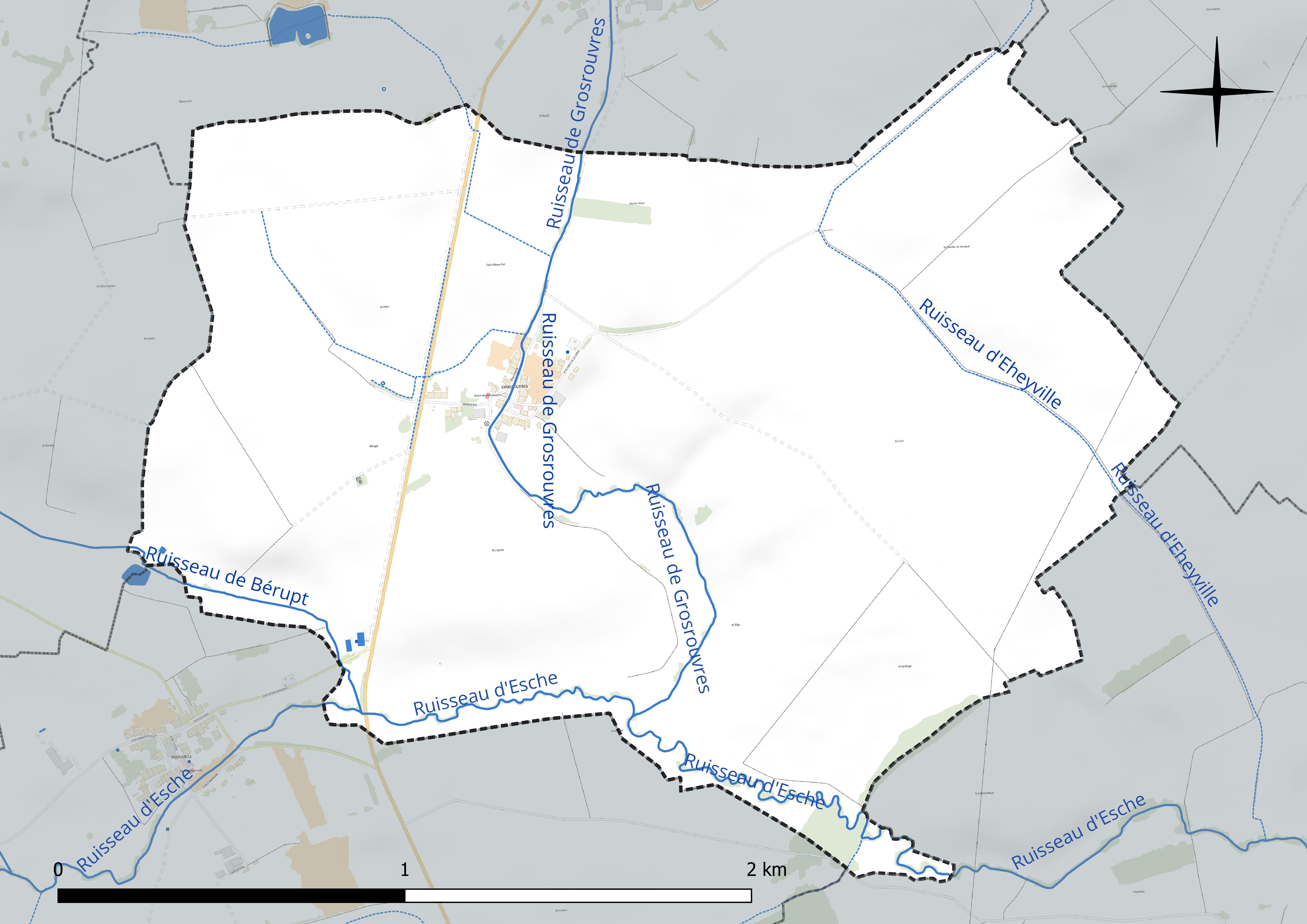
Réseau hydrographique de Grosrouvres.

#### Gestion et qualité des eaux
Le territoire communal est couvert par le schéma d'aménagement et de gestion des eaux (SAGE) « Rupt de Mad, Esch, Trey ». Ce document de planification concerne les bassins versants du Rupt de Mad, de l’Esch et du Trey. Le périmètre a été arrêté le 2 juin 2014, la commission locale de l'eau (CLE) a été créée le 20 juin 2017, puis modifiée le 26 mars 20210. La structure porteuse de l'élaboration et de la mise en œuvre est le Parc naturel régional de Lorraine.
La qualité des cours d’eau peut être consultée sur un site dédié géré par les agences de l’eau et l’Agence française pour la biodiversité.

### Climat
Pour des articles plus généraux, voir Climat du Grand Est et Climat de Meurthe-et-Moselle.
En 2010, le climat de la commune est de type climat des marges montargnardes, selon une étude du Centre national de la recherche scientifique s'appuyant sur une série de données couvrant la période 1971-2000. En 2020, Météo-France publie une typologie des climats de la France métropolitaine dans laquelle la commune est dans une zone de transition entre le climat océanique altéré et le climat océanique altéré et est dans la région climatique Lorraine, plateau de Langres, Morvan, caractérisée par un hiver rude (1,5 °C), des vents modérés et des brouillards fréquents en automne et hiver.
Pour la période 1971-2000, la température annuelle moyenne est de 9,6 °C, avec une amplitude thermique annuelle de 16,7 °C. Le cumul annuel moyen de précipitations est de 838 mm, avec 12,1 jours de précipitations en janvier et 9,1 jours en juillet. Pour la période 1991-2020, la température moyenne annuelle observée sur la station météorologique de Météo-France la plus proche, « Nonsard », sur la commune de Nonsard-Lamarche à 13 km à vol d'oiseau, est de 10,7 °C et le cumul annuel moyen de précipitations est de 690,8 mm. 
La température maximale relevée sur cette station est de 40,1 °C, atteinte le 25 juillet 2019 ; la température minimale est de −17 °C, atteinte le 1er mars 2005,,.
Les paramètres climatiques de la commune ont été estimés pour le milieu du siècle (2041-2070) selon différents scénarios d'émission de gaz à effet de serre à partir des nouvelles projections climatiques de référence DRIAS-2020. Ils sont consultables sur un site dédié publié par Météo-France en novembre 2022.

## Urbanisme

### Typologie
Au 1er janvier 2024, Grosrouvres est catégorisée commune rurale à habitat dispersé, selon la nouvelle grille communale de densité à sept niveaux définie par l'Insee en 2022.
Elle est située hors unité urbaine. Par ailleurs la commune fait partie de l'aire d'attraction de Nancy, dont elle est une commune de la couronne,. Cette aire, qui regroupe 353 communes, est catégorisée dans les aires de 200 000 à moins de 700 000 habitants,.

### Occupation des sols
L'occupation des sols de la commune, telle qu'elle ressort de la base de données européenne d’occupation biophysique des sols Corine Land Cover (CLC), est marquée par l'importance des territoires agricoles (100 % en 2018), une proportion identique à celle de 1990 (100 %). La répartition détaillée en 2018 est la suivante : terres arables (81,1 %), prairies (18,9 %). L'évolution de l’occupation des sols de la commune et de ses infrastructures peut être observée sur les différentes représentations cartographiques du territoire : la carte de Cassini (XVIIIe siècle), la carte d'état-major (1820-1866) et les cartes ou photos aériennes de l'IGN pour la période actuelle (1950 à aujourd'hui).

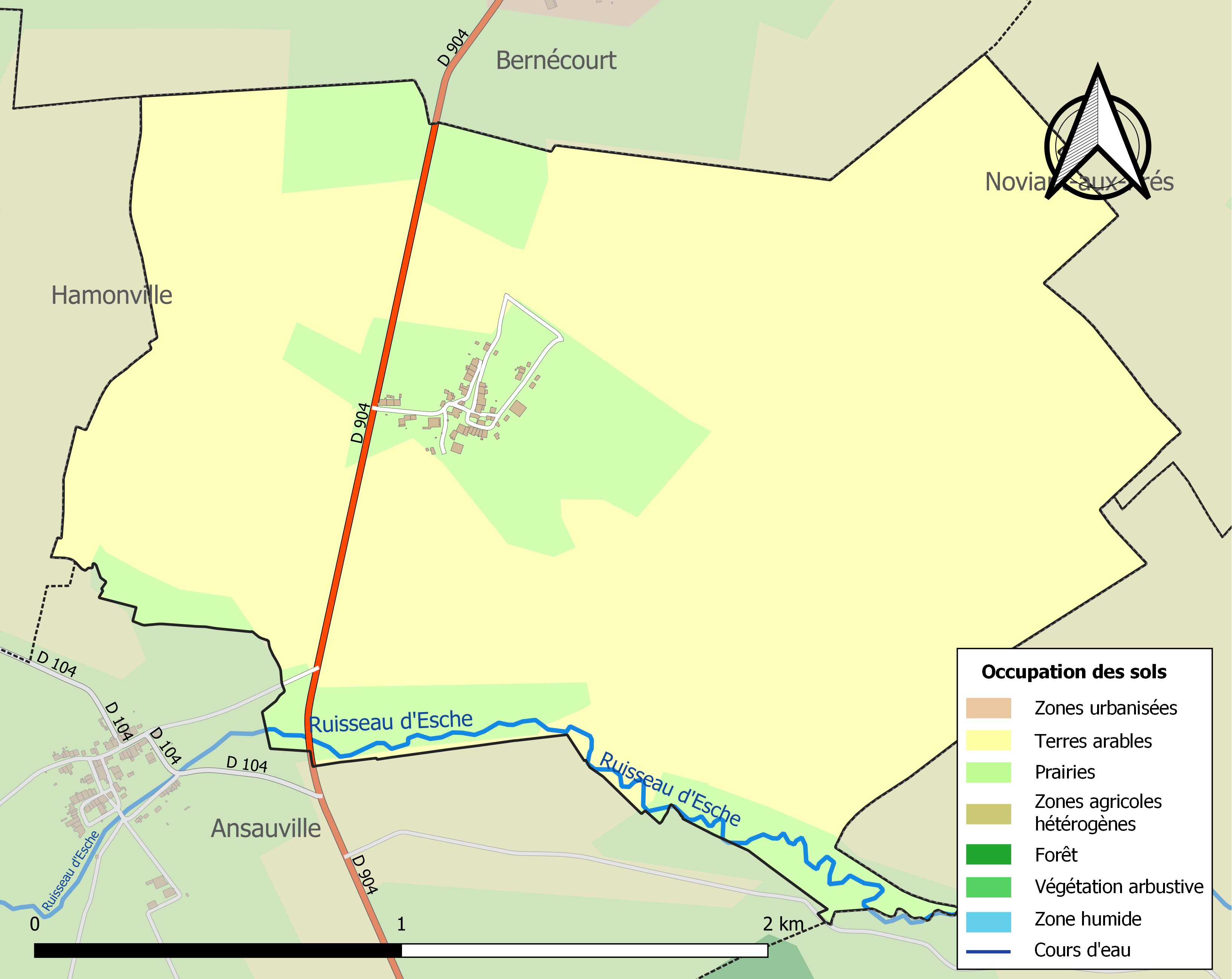
Carte des infrastructures et de l'occupation des sols de la commune en 2018 (CLC).

## Toponymie
Les formes anciennes du nom de la localité sont, en latin, Grossum Rubrum en 1049,, en français ancien Grorouvre 1283, en français moderne Grosso Robore 1402, Grosrouvre 1441, Grosrowe 1554, Gros-Rouve ou Grosrouvre 1719, Gros-Rouvre 1757, Grosrouvre v. 1850.

Du latin grossus « gros, épais » et de robur « chêne rouvre », désigne un chêne de taille supérieure à la moyenne. Homonymie avec Grosrouvre en Yvelines. De l'oïl gros et rouvre « chêne rouvre », pluriel tardif.

Le chêne rouvre est une des nombreuses variétés de chêne.

## Histoire
J. Beaupré signale : « Voie ancienne de Toul à Montsec, appelée Chemin de la Reine mis au jour par les labours. »

### Moyen Âge
C'est ainsi que Lepage présente la commune dans une notice :
« En reconstruisant l'église, en 1855, les fouilles mirent au jour quatre cercueils en pierre de Savonnières plus hauts et plus larges à la tête qu'aux pieds les couvercles en étaient ornementés il est à regretter qu'ils aient été détruits et employés comme matériaux. En 1049, il est parlé de ce petit village sous le nom de Grossum Rubrum »»
Il est donc probable que le village s'est constitué autour d'un petit établissement agricole gallo-romain réoccupé à l’époque mérovingienne, dont ces sépultures perdues auraient été les indices indirects.
Il semble que les terres de Grosrouvre soient entrées dans les fiefs seigneuriaux de la famille de Beauveau.

### Époque moderne
Le 3 juin 2005, une tornade d'intensité F-1 touche Grosrouvres.

## Politique et administration

### Liste des maires
| Période                                  | Période   | Identité        | Étiquette | Qualité                             |
| ---------------------------------------- | --------- | --------------- | --------- | ----------------------------------- |
| Les données manquantes sont à compléter. |           |                 |           |                                     |
| mars 2001                                | mars 2008 | Damien Brasseur |           |                                     |
| mars 2008                                | mars 2013 | Yves Breton     |           |                                     |
| avril 2013                               | mai 2020  | Damien Brasseur |           | Agriculteur exploitant              |
| mai 2020                                 | En cours  | Jérôme Tailly,  |           | Ouvrier qualifié de type industriel |

## Population et société

### Démographie
L'évolution du nombre d'habitants est connue à travers les recensements de la population effectués dans la commune depuis 1793. Pour les communes de moins de 10 000 habitants, une enquête de recensement portant sur toute la population est réalisée tous les cinq ans, les populations de référence des années intermédiaires étant quant à elles estimées par interpolation ou extrapolation. Pour la commune, le premier recensement exhaustif entrant dans le cadre du nouveau dispositif a été réalisé en 2005.

En 2022, la commune comptait 52 habitants, en évolution de −17,46 % par rapport à 2016 (Meurthe-et-Moselle : −0,13 %, France hors Mayotte : +2,11 %).
| 1793 | 1800 | 1806 | 1821 | 1831 | 1836 | 1841 | 1846 | 1851 |
| ---- | ---- | ---- | ---- | ---- | ---- | ---- | ---- | ---- |
| 150  | 141  | 174  | 154  | 137  | 165  | 171  | 183  | 190  |

| 1856 | 1861 | 1872 | 1876 | 1881 | 1886 | 1891 | 1896 | 1901 |
| ---- | ---- | ---- | ---- | ---- | ---- | ---- | ---- | ---- |
| 191  | 170  | 166  | 154  | 140  | 143  | 127  | 128  | 124  |

| 1906 | 1911 | 1921 | 1926 | 1931 | 1936 | 1946 | 1954 | 1962 |
| ---- | ---- | ---- | ---- | ---- | ---- | ---- | ---- | ---- |
| 123  | 101  | 88   | 85   | 82   | 73   | 82   | 60   | 55   |

| 1968 | 1975 | 1982 | 1990 | 1999 | 2005 | 2006 | 2010 | 2015 |
| ---- | ---- | ---- | ---- | ---- | ---- | ---- | ---- | ---- |
| 58   | 53   | 44   | 51   | 46   | 46   | 51   | 53   | 60   |

| 2020 | 2022 | - | - | - | - | - | - | - |
| ---- | ---- | - | - | - | - | - | - | - |
| 54   | 52   | - | - | - | - | - | - | - |

## Économie
L'abbé Grosse indique dans son dictionnaire statistique pour cette commune vers 1836:
« 45 feux et 41 habitations. Territ. : 302 hect., dont 245 en terres labour., 33 en prés et 22 en bois. »
indiquant les traditions agricoles du village.

### Secteur primaire ouAgriculture
Le secteur primaire comprend, outre les exploitations agricoles et les élevages, les établissements liés à l’exploitation de la forêt et les pêcheurs.
D'après le recensement agricole de 2010 du Ministère de l'agriculture (Agreste), la commune de Grosrouvre est majoritairement orientée sur la polyculture et le polyélevage avec une production constante sur une surface agricole utilisée d'environ 126 hectares bien inférieure à la surface cultivable communale et en nette diminution depuis 1988. Le cheptel de gros bétail s'est renforcé de 90 à 124 unités entre 1988 et 2010. Il n'y a plus que 4 exploitations agricoles, au lieu de 6 auparavant, ayant leur siège dans la commune employant 3 unités de travail.

## Culture locale et patrimoine

### Lieux et monuments
- Église Saint-Laurent datant du XVIIIe siècle.

### Héraldique
| Blason de Grosrouvres | Blason  | D'or au chêne de sinople englanté d'or chapé de gueules à deux alérions d’argent.                                                                                            |
| Blason de Grosrouvres | Détails | Le chêne évoque le nom de la localité. Le chapé indique que saint Martin est le patron de la paroisse. Les alérions indiquent que le duc de Lorraine était seigneur du lieu. |